# Syv modige
Syv modige (russisk: Семеро смелых) er en sovjetisk film fra 1936 af Sergej Gerasimov.

## Medvirkende
- Nikolaj Bogoljubov som Ilja Letnikov
- Tamara Makarova som Dr. Zjenja Okhrimenko
- Ivan Novoseltsev som Bogun
- Oleg Zjakov som Kurt Shefer
- Pjotr Alejnikov som Moliboga